# Nicos Anastasiades
Nicos Anastasiades (tiếng Hy Lạp: Νίκος Αναστασιάδης; sinh ngày 27 tháng 9 năm 1946) là một chính trị gia và là tổng thống Cộng hòa Síp từ năm 2013 đến năm 2023. Ông là lãnh đạo Đảng Tập hợp Dân chủ Síp, đảng giành được đa số trong Nghị viện Síp trong cuộc bầu cử năm 2011.